# Canthidium semicupreum
Canthidium semicupreum är en skalbaggsart som beskrevs av Edgar von Harold 1868. Canthidium semicupreum ingår i släktet Canthidium och familjen bladhorningar. Inga underarter finns listade.